# Venzolasca
Venzolasca (korsisch A Venzulà) ist eine Gemeinde im französischen Département Haute-Corse auf der Mittelmeerinsel Korsika. Sie gehört zum Kanton Casinca-Fiumalto im Arrondissement Corte. Die Bewohner nennen sich Venzolascais.

## Geografie
Das Siedlungsgebiet liegt acht Kilometer vom Fluss Golo entfernt auf ungefähr 300 Metern über dem Meeresspiegel. Venzolasca grenzt im Osten an das Tyrrhenische Meer und ist von Vescovato, Loreto-di-Casinca und Sorbo-Ocagnano umgeben.

## Bevölkerungsentwicklung
| Jahr      | 1962 | 1968 | 1975 | 1982 | 1990 | 1999 | 2008 | 2017 |
| --------- | ---- | ---- | ---- | ---- | ---- | ---- | ---- | ---- |
| Einwohner | 776  | 863  | 924  | 1032 | 1162 | 1333 | 1680 | 1796 |

## Sehenswürdigkeiten
- Konvent Saint-François
- Pfarrkirche Mariä Verkündigung (Église paroissiale de l’Annonciade)

## Persönlichkeiten
- Frédéric Antonetti (* 1961), Fußballspieler und -trainer